# Carretera Federal 37
La Carretera Federal 37 o más conocida como la Carretera Nacional Siglo XXI es una carretera mexicana que recorre el estado de San Luis Potosí, Guanajuato y Michoacán, tiene una longitud total de 542 km. 
La carretera se divide en dos secciones discontinuos. La primera Sección recorre los estados de San Luis Potosí y Guanajuato
inicia en La Pila San Luis Potosí, donde entronca con la  Carretera Federal 57 y termina en San Felipe Torres Mochas, donde entronca con la Carretera Federal 51, tiene una longitud de 76 km.
La segunda sección recorre los estados de Guanajuato y Michoacán, inicia en Ciudad Manuel Doblado Guanajuato, donde entronca con la  Carretera Federal 41, pasa por las ciudades de La Piedad, Purépero, Cherán, Paracho, Uruapan, Nueva Italia y termina en La Mira en el Estado de Michoacán, donde entronca con la Carretera Federal 200, tiene una longitud total de 466 km.
Las carreteras federales de México se designan con números impares para rutas norte-sur y con números pares para las rutas este-oeste. Las designaciones numéricas ascienden hacia el sur de México para las rutas norte-sur y ascienden hacia el Este para las rutas este-oeste. Por lo tanto, la carretera federal 37, debido a su trayectoria de norte-sur, tiene la designación de número impar, y por estar ubicada en el Centro de México le corresponde la designación N° 37.

## Trayectoria

### San Luis Potosí
Longitud = 32 km
- La Pila – Carretera Federal 57
- Villa de Reyes

### Guanajuato
Longitud = 91 km
- Guadalupe
- San Bartolo de Berrios
- San Felipe Torres Mochas – Carretera Federal 51

Sección 2
- Ciudad Manuel Doblado – Carretera Federal 41
- El Carrizal
- Santa Ana Pacueco – Carretera Federal 110

### Michoacán
Longitud = 419 km
- La Piedad – Carretera Federal 110
- Zinaparo
- Churintzio – Carretera Federal 15D
- Tlazazalca
- Purépero de Echáiz
- Carapan – Carretera Federal 15
- Cherán
- Aranza
- Paracho de Verduzco
- Capacuaro
- Uruapan – Carretera Federal 14 y Carretera Federal 14D
- Lombardía (Michoacán)
- Nueva Italia – Carretera Federal 120
- Las Cañas – Carretera Federal 37D
- Arteaga
- La Mira – Carretera Federal 200